# Yuan Lin
Dans ce nom chinois, le nom de famille, Yuan, précède le nom personnel.
Yuan Lin né le 26 février 1977 à Guangzhou (Chine) est un footballeur chinois.

## Palmarès

### En club
- Avec Shenzhen :
  - Champion de Chinese Super League : 2004